# Stawy Strzeszyńskie

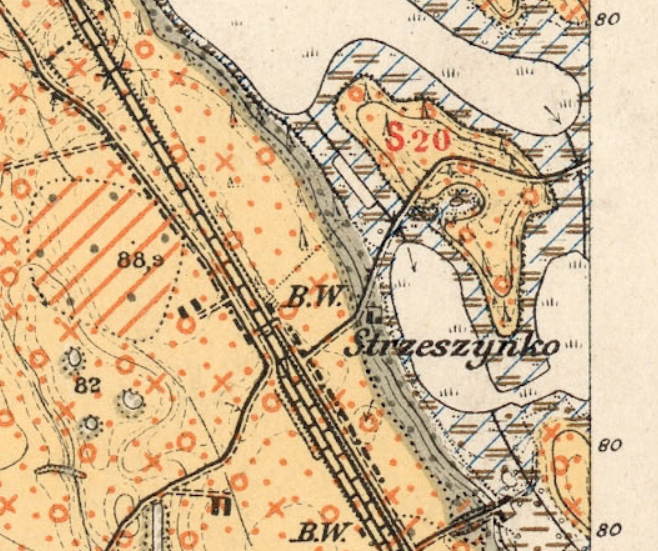
Stawy na mapie z końca XIX wieku

Stawy Strzeszyńskie (zwane też Strzeszynko I i II lub Strzeszyno I i II) – zespół trzech stawów, zlokalizowanych na poznańskim Strzeszynie, w sąsiedztwie Jeziora Strzeszyńskiego. Stawy Strzeszyńskie położone są na południowy wschód od tego akwenu i tylko dwa z nich posiadają nazwy, trzeci jest bezimienny. Wszystkie je łączy Bogdanka (dopływ Warty).

## Morfologia i geneza
Na Stawy Strzeszyńskie składają się następujące akweny:
- Staw Strzeszyński I – najbardziej na zachodzie zespołu, 250 m od Jeziora Strzeszyńskiego, powierzchnia zlewni 5,7 km², powierzchnia zwierciadła wody – 3,4 ha, objętość wody – 139,7 tys. m³, głębokość średnia – 4,1 m, głębokość maksymalna – 8,2 m,
- Staw Strzeszyński II – najbardziej na wschodzie zespołu, oprócz Bogdanki, połączony z Jeziorem Strzeszyńskim wyschniętym rowem (okresowo zasilanym przez Strumień Strzeszyński), powierzchnia zlewni – nieznana, powierzchnia zwierciadła wody – 2,6 ha, objętość wody – 77,2 tys. m³, głębokość średnia – 3 m, głębokość maksymalna – 6,6 m,
- staw bezimienny, położony pomiędzy oboma wymienionymi wyżej, o głębokości 1,2 m.

Stawy Strzeszyńskie otoczone są zwartymi kompleksami leśnymi oraz nieużytkami. W pobliżu (na południowy wschód, wzdłuż Bogdanki) znajduje się kilkanaście następnych, bezimiennych stawów o bardzo niewielkiej powierzchni jednostkowej. Pochodzenie stawów jest powyrobiskowe – są to glinianki i torfianki. Stawy znajdują się na osi dość bystro tutaj płynącej Bogdanki, w związku z czym przepływ i wymiana wód jest znaczna. W 1996 posiadały III klasę czystości wód jeziorowych. Stan bakteriologiczny był natomiast wówczas bardzo dobry.

## Przyroda
W styczniu 2006 zlokalizowano w Stawie II (wschodnia część przybrzeżna), stanowisko bobra europejskiego. Obejmowało ono też fragment Bogdanki.
Okolice stawów porastają pasy trzciny pospolitej, a w płytkich, przybrzeżnych wodach występuje pałka szerokolistna i wąskolistna (nieco głębiej). W rejonie stawów spotkać ponadto można takie rośliny, jak dereń biały, sit chudy, sit członowaty, sit rozpierzchły, grążel żółty, uczep amerykański, knieć błotna, turzyca błotna, sadziec konopiasty, psianka słodkogórz, przytulia błotna i inne.
Na południe od Stawu I rośnie, na podmokłym terenie, ols. W warstwie krzewów występują brzoza brodawkowata, bez czarny, bez koralowy, kruszyna pospolita, jarząb pospolity i porzeczka czarna. Rosną też paprocie – zachylnik błotny i nerecznica szerokolistna.